# سوکروملی
سوکروملی (به لاتین: Sukromli) یک منطقهٔ مسکونی در روسیه است که در استان آمور واقع شده‌است.